# Microgomphus souteri
Microgomphus souteri – gatunek ważki z rodziny gadziogłówkowatych (Gomphidae).